# کروپاتشووا وروتیتسه
کروپاتشووا وروتیتسه (به چکی: Kropáčova Vrutice) یک منطقهٔ مسکونی در جمهوری چک است که در ناحیه ملادا بولسلاو واقع شده‌است. کروپاتشووا وروتیتسه ۲۴٫۰۸ کیلومتر مربع مساحت و ۸۷۷ نفر جمعیت دارد و ۲۲۵ متر بالاتر از سطح دریا واقع شده‌است.